# Koezbass

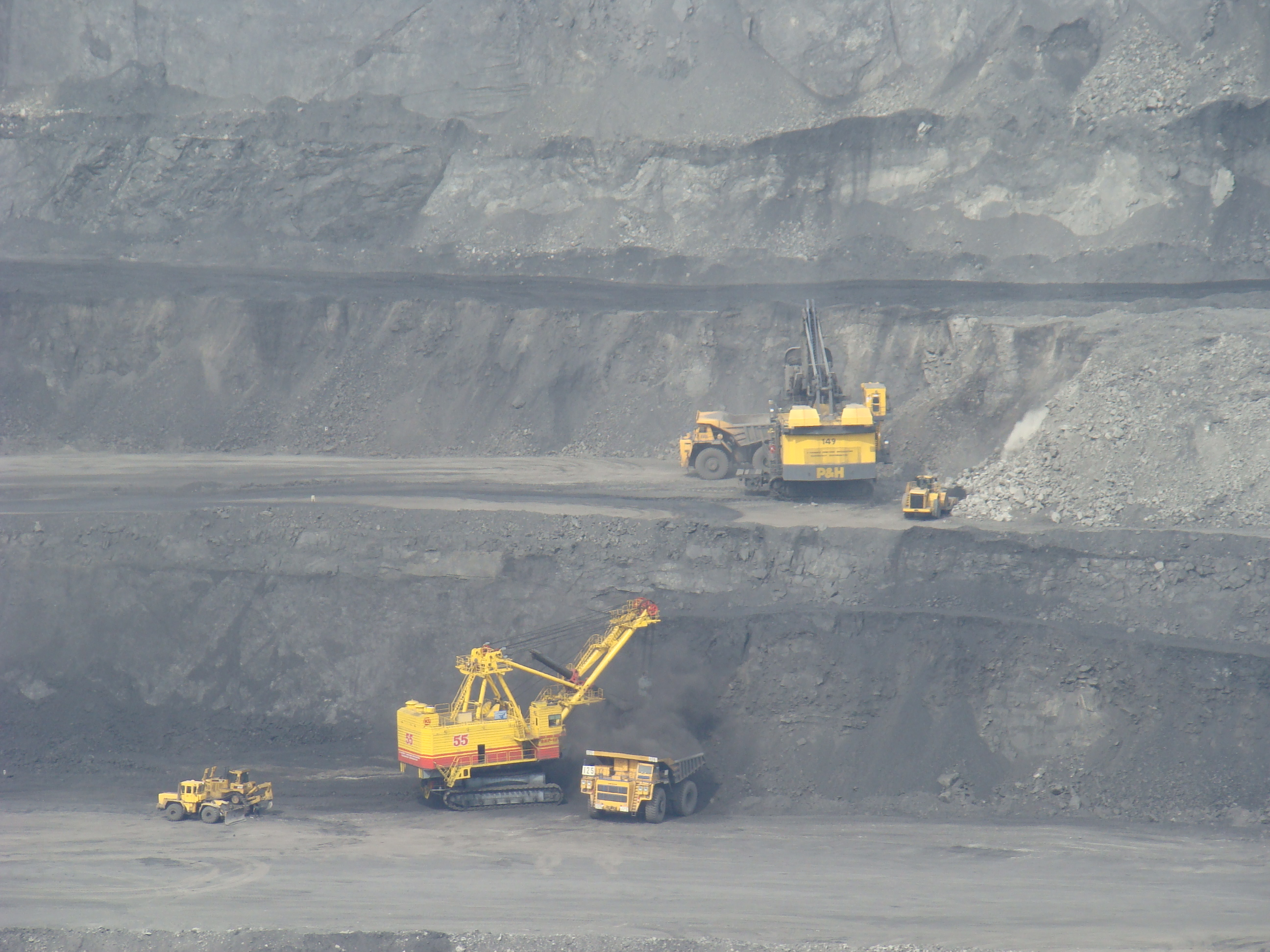
Graafmachines in de dagbouwmijn van Batsjatski (Batsjatski oegolny razrez) aan westzijde van het steenkoolbekken

Koezbass (Russisch: Кузбасс) is een belangrijk steenkoolwinningsgebied in Siberisch Rusland en een van de grootste ter wereld. Koezbass is de afkorting van Koeznetski oegolnyj bassejn (Steenkoolbekken Koeznetsk; Russisch: Кузнецкий угольный бассейн).
Het bekken beslaat met 69.900 km² een groot deel van het territorium van de oblast Kemerovo. Het ligt in de Koeznetsk-depressie tussen de steden Tomsk en Novokoeznetsk in het stroomgebied van de rivier de Tom. Ten zuiden ervan ligt het Abakangebergte, ten westen de Salairrug en ten noorden de Koeznetskse Alataoe.
Het bevat een van de grootste steenkoolvoorraden ter wereld; steenkoolhoudende lagen liggen verspreid over een gebied van 26.700 km³ en bereiken een diepte van ongeveer 1800 meter. De totale steenkoolvoorraden worden geschat op 725 miljard ton. Andere industrieën in het gebied, zoals machinebouw, chemische industrie en metallurgie, zijn gecentreerd rond de steenkooldelving. Grote steden in het gebied zijn Kemerovo, Anzjero-Soedzjensk, Leninsk-Koeznetski, Kiseljovsk en Prokopjevsk.

## Geschiedenis
In 1697 ontstonden er de eerste ijzersmelterijen en in 1721 werd er steenkool in de regio ontdekt, die echter pas systematisch werden ontgonnen vanaf 1851. Aan het einde van de 19e eeuw maakte de regio een snelle industriële groei door, die nog werd versneld door de aanleg van de Trans-Siberische spoorlijn. Bij het eerste vijfjarenplan werd het Oeral-Koeznetskkombinat gevormd in de jaren 30. Het werd een productiegebied voor ijzer, staal, zink, aluminium, machines en chemicaliën, waarbij grondstoffen en eindproducten werden vervoerd van en naar de industriële locaties in de Koezbass en het Oeralgebied. In de Sovjet-Unie was het gebied qua productie alleen ondergeschikt aan de Donbass in de Oekraïense SSR (rond Donetsk). Er was een internationale kolonie aanwezig om te helpen bij de ontwikkeling. Van 1922 tot 1926 was de Nederlandse ingenieur Sebald Rutgers een leider hiervan.
De economische problemen van de late jaren 80 deden in 1989 en 1990 stakingen ontstaan onder de mijnbouwarbeiders in het gebied, die de hervormingsgezinde regering van Michail Gorbatsjov behoorlijk verzwakten. Na het uiteenvallen van de Sovjet-Unie en de instorting van de planeconomie kwam het gebied in een nog diepere economische crisis, maar na de jaren 90 begon de productie weer behoorlijk aan te trekken. Tegenwoordig wordt in de Koezbass ongeveer 30% van de steenkool van Rusland gedolven en vormt het de belangrijkste brandstof- en energieleverancier voor het oostelijke deel van Rusland.